# Gilda (película de 2016)
Gilda: No me arrepiento de este amor   es una película biográfica argentina, dirigida por Lorena Muñoz y escrita por Tamara Viñes. Está basada en la vida y carrera de la famosa cantante argentina Gilda, quien falleció en un accidente automovilístico en 1996. La actriz uruguaya Natalia Oreiro es la encargada de interpretar a Gilda. El estreno mundial del filme se llevó a cabo en Buenos Aires el 15 de septiembre de 2016 y su debut en las salas de cine sucedió quince días después.

## Sinopsis
La vida íntima y poco conocida de Miriam Alejandra Bianchi, quien se convirtió en ídolo de la canción popular argentina bajo el nombre artístico de Gilda (en honor al personaje de Rita Hayworth en la película del mismo nombre), en un filme que rescata su autenticidad, su carisma y la reivindicación de los derechos femeninos en sus canciones durante dos etapas de su vida: una, que muestra a Gilda cuando era niña y adolescente junto a su padre, inspiración artística de la cantante; y la otra en su madurez, cuando decide comprometerse con su propio sueño y hacerlo realidad, incluso enfrentando a representantes non sanctos que quisieron aprovecharse de su creciente popularidad e intentaron cortarle la carrera.

## Reparto
- Natalia Oreiro como Gilda.
  - Ángela Torres como Gilda adolescente.
  - Mía Eileen Urea como Gilda a los 7 años.
- Lautaro Delgado como Raúl Cagnin
- Javier Drolas como Juan Carlos "Toti" Giménez
- Daniel Melingo como Omar Bianchi
- Susana Pampín como Tita Scioli
- Roly Serrano como "El Tigre" Almada
- Roberto Vallejos como Ricky Leonar
- Diego Cremonesi como Reynaldo "Rey" Lío
- Daniel Valenzuela como Waldo
- Vanesa Weinberg como Susana
- Jordán Otero como Raúl Larrosa
- Edwin Manrique como él mismo
- Danny de la Cruz como él mismo
- Manuel Vázquez como él mismo
- Sebastián Mendoza como Gustavo Babini
- Cristian Bonano como músico de la banda de Gilda
- Marcelo inamorato como músico de la banda de Gilda

## Producción
A lo largo de su carrera, la actriz uruguaya Natalia Oreiro mostró interés en interpretar a la famosa cantante argentina Gilda en el cine. Pero realizar algún proyecto cinematográfico sobre la vida de la cantante parecía imposible, por la resistencia de su hijo a retratar la vida de su madre. Sin embargo, la directora de cine Lorena Muñoz y Oreiro aunaron esfuerzos y juntas lograron convencerlo, dando sobradas muestras de por qué ellas eran las indicadas para encarar la propuesta. En cuanto el proyecto se definió, Oreiro aceptó protagonizarlo complacida: “Yo soy Gilda”, aseguró la actriz. Para la uruguaya, la cantante argentina siempre había sido una referencia, no solo en lo artístico: ”Gilda y yo éramos parecidas. Ella estaba casada, tenía un marido, dos hijos, era maestra jardinera, de clase media. Y un día se dio cuenta de que algo le faltaba”.
Por su parte, Lorena Muñoz vio en este ícono de la música popular a la mujer que había detrás del mito, reconociendo su valentía y talento. Así, el film tiene una marcada impronta femenina tanto en su visión como en su relato y en las personalidades de las mujeres que le dan vida desde sus distintos talentos.

## Recepción

### Crítica
La cinta tuvo un notable recibimiento de la crítica especializada. Así lo mostró el portal web Todas Las Críticas, donde obtuvo un promedio de 81/100  basado en 62 críticas. Diego Battle de Otros Cines y La Nación, le otorgó 3 estrellas y media sobre 5 destacando que la película supone "un paso gigantesco para al cine argentino" en lo que refiere a la incursión del biopic musical. Sin embargo aclara una de las limitaciones y carencias que presenta la película al decir que "quien espere encontrar una biografía oscura (...) se frustrará un poco". Sin embargo concluye que la cinta "tiene todos los atractivos que sus incondicionales seguidores exigen y merecen". A su vez Martín Morales de MM Críticas aseguró que la biopic sobre Gilda era una de las "mejores propuestas argentinas del 2016". En cuanto a la dirección, dijo que Muñoz logra "una calidad audiovisual hermosa" y que supone el "descubrimiento de una directora que indiscutiblemente hay que seguirla en el futuro". El diario chileno La Tercera evaluó la película con una nota 6 de 7, destacando que “la película no se jacta de tener una respuesta muy acabada (...) más bien ensaya, tantea, insinúa, y en ese empeño le va dando vida a un personaje particular”.
La actriz Natalia Oreiro fue alabada por su actuación en la cinta. Denise Pieniazek de Ámbar Revista la califica de "notable" y "conmovedora", destacando su desempeño corporal y vocal. Santiago García de Leer Cine es breve y conciso al decir que "sus primeros minutos en pantalla ya logran convertirla en todo lo que la película quiere contar". Y Juan Pablo Russo de Escribiendo Cine comenta sobre la actuación de la actriz uruguaya diciendo que "su Gilda no es una copia o imitación(...) su Gilda es una creación y pese a eso uno no puede dejar de ver reflejada a Gilda".

### Comercial
La cinta, que se estrenó en simultáneo en Argentina y Uruguay, logró ser éxito en taquilla. En Argentina, logró el séptimo mejor arranque histórico en un día para una película nacional con 42.682 espectadores (y el segundo mejor en el año después de lo logrado por Me casé con un boludo) en más de 200 salas. Terminado su primer fin de semana en cartelera, quedó posicionada como la película más vista, superando a El ciudadano ilustre, con un total de 228.334 espectadores en 283 salas. La película acumuló 1.023.765 de espectadores, convirtiéndose en la segunda película argentina más vista del año.
En Uruguay la cinta se estrenó en el primer puesto. En su primer fin de semana la cinta cortó 2.482 entradas. A 4 semanas de su estreno, la película, protagonizada por la actriz uruguaya Natalia Oreiro, se convirtió en la película más vista del año, acumulando 143.829 espectadores.
El domingo 16 de septiembre de 2018, la cinta fue estrenada en televisión abierta argentina por Telefe y obtuvo 14.3 puntos de rating en horario estelar, siendo lo más visto del día.

## Banda sonora
Para acompañar el lanzamiento de la cinta, la actriz y cantante Natalia Oreiro lanzó un disco con temas de Gilda cantados por ella y nuevas versiones de los clásicos de la intérprete, editado por el sello Sony Music Argentina y puesto a la venta en plataformas digitales el 9 de septiembre de 2016. 
En la película, Natalia Oteiro canta ella misma la canción Paisaje, escrita por el cantautor italiano Franco Simone, No me arrepiento de este amor y Corazón herido.

### Lista de canciones
1. No Me Arrepiento de Este Amor
2. Fuiste
3. Corazón Valiente
4. Corazón Herido
5. Tu Cárcel
6. Se Me Ha Perdido un Corazón
7. Te Cerraré la Puerta
8. Paisaje
9. Noches Vacías
10. No Es Mi Despedida
11. Sólo Dios Sabe (feat. Ángela Torres)
12. No Me Arrepiento de Este Amor (Remix)
13. Corazón Valiente (feat. Rubén Rada)

## Premios y nominaciones
| Año  | Premio          | Categoría                          | Nominados                             | Resultado | Ref.          |
| ---- | --------------- | ---------------------------------- | ------------------------------------- | --------- | ------------- |
| 2017 | Premios Sur     | Mejor película                     | Gilda, no me arrepiento de este amor  | Nominada  | [ 16 ] [ 17 ] |
| 2017 | Premios Sur     | Mejor dirección                    | Lorena Muñoz                          | Nominada  | [ 16 ] [ 17 ] |
| 2017 | Premios Sur     | Mejor actriz                       | Natalia Oreiro                        | Ganadora  | [ 16 ] [ 17 ] |
| 2017 | Premios Sur     | Mejor actor de reparto             | Javier Drolas                         | Nominado  | [ 16 ] [ 17 ] |
| 2017 | Premios Sur     | Mejor actor de reparto             | Roly Serrano                          | Nominado  | [ 16 ] [ 17 ] |
| 2017 | Premios Sur     | Mejor fotografía                   | Daniel Ortega                         | Nominado  | [ 16 ] [ 17 ] |
| 2017 | Premios Sur     | Mejor montaje                      | Alejandro Brodersohn y Ernesto Felder | Nominados | [ 16 ] [ 17 ] |
| 2017 | Premios Sur     | Mejor dirección de arte            | Daniel Gimelberg                      | Nominado  | [ 16 ] [ 17 ] |
| 2017 | Premios Sur     | Mejor diseño de vestuario          | Julio Suárez                          | Ganador   | [ 16 ] [ 17 ] |
| 2017 | Premios Sur     | Mejor sonido                       | Leandro de Loredo                     | Ganador   | [ 16 ] [ 17 ] |
| 2017 | Premios Sur     | Mejor música original              | Pedro Oneto                           | Ganador   | [ 16 ] [ 17 ] |
| 2017 | Premios Sur     | Mejor maquillaje y caracterización | Alberto Moccia                        | Ganador   | [ 16 ] [ 17 ] |
| 2017 | Cóndor de Plata | Mejor película                     | Gilda, no me arrepiento de este amor  | Nominada  | [ 18 ] [ 19 ] |
| 2017 | Cóndor de Plata | Mejor dirección                    | Lorena Muñoz                          | Ganadora  | [ 18 ] [ 19 ] |
| 2017 | Cóndor de Plata | Mejor guion original               | Lorena Muñoz y Tamara Viñez           | Nominada  | [ 18 ] [ 19 ] |
| 2017 | Cóndor de Plata | Mejor actriz                       | Natalia Oreiro                        | Ganadora  | [ 18 ] [ 19 ] |
| 2017 | Cóndor de Plata | Mejor actor de reparto             | Lautaro Delgado                       | Ganador   | [ 18 ] [ 19 ] |
| 2017 | Cóndor de Plata | Mejor actor de reparto             | Javier Drolas                         | Nominado  | [ 18 ] [ 19 ] |
| 2017 | Cóndor de Plata | Mejor montaje                      | Alejandro Brodersohn                  | Ganador   | [ 18 ] [ 19 ] |
| 2017 | Cóndor de Plata | Mejor fotografía                   | Daniel Ortega                         | Nominado  | [ 18 ] [ 19 ] |
| 2017 | Cóndor de Plata | Mejor sonido                       | Leandro de Loredo                     | Ganador   | [ 18 ] [ 19 ] |
| 2017 | Cóndor de Plata | Mejor dirección de arte            | Daniel Gimelberg                      | Nominado  | [ 18 ] [ 19 ] |
| 2017 | Cóndor de Plata | Mejor diseño de vestuario          | Julio Suárez                          | Ganador   | [ 18 ] [ 19 ] |
| 2017 | Cóndor de Plata | Mejor maquillaje y caracterización | Alberto Moccia                        | Ganador   | [ 18 ] [ 19 ] |
| 2017 | Premios Platino | Mejor interpretación femenina      | Natalia Oreiro                        | Nominada  | [ 18 ] [ 19 ] |
| 2017 | Premios Platino | Premio del público: Mejor actriz   | Natalia Oreiro                        | Ganadora  | [ 18 ] [ 19 ] |